# William T. Minor

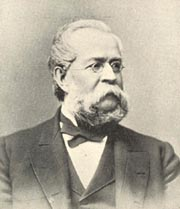
William T. Minor

William Thomas Minor (* 3. Oktober 1815 in Stamford, Connecticut; † 13. Oktober 1889) war ein US-amerikanischer Politiker und von 1855 bis 1857 Gouverneur des US-Bundesstaates Connecticut. Er war Mitglied der Know-Nothing Party.

## Frühe Jahre und politischer Aufstieg
William Thomas Minor graduierte 1834 an der Yale University, studierte anschließend Jura und bekam dann 1840 seine Zulassung als Anwalt. Ein Jahr später (1841) entschloss sich Minor in die Politik zu gehen. Er kandidierte für einen Sitz im Repräsentantenhaus von Connecticut, siegte und verbrachte dort die nächsten acht Jahre. Ferner war er 1854 auch Mitglied des Staatssenats.

## Gouverneur von Connecticut
Minor gewann 1855 die Gouverneursnominierung der Knownothings und wurde im selben Jahr durch eine Legislativabstimmung (177 zu 70) zum Gouverneur von Connecticut gewählt. Er wurde 1856 für eine zweite Amtszeit wiedergewählt. Während seiner Amtszeit war er ein Befürworter der Dauerwohnsitzregelung als der Einbürgerung. Ferner empfahl er die Entlassung von sechs Militärkompanien, die zumeist aus Iren bestanden, was die Einwanderer wütend machte. Die Gesetzgebung entzog allen Männern, die nicht in der Lage waren, die Staatsverfassung zu lesen, das Stimmrecht. Nachdem er sein Amt 1857 verlassen hatte, praktizierte Minor wieder als Anwalt.

## Weiterer Lebenslauf
Minor wurde 1864 zum Generalkonsul in Havanna ernannt, eine Stellung, die er drei Jahre hielt. Er war auch 1868 noch einmal im staatlichen Abgeordnetenhaus. Ferner hatte er zwischen 1868 und 1873 das Amt eines Richters am Superior Court inne. Danach war Minor 1879 in einer Kommission tätig, die einen ausgedehnten Grenzstreit mit New York schlichtete. William T. Minor verstarb am 13. Oktober 1889 und wurde auf dem Woodland Cemetery in Stamford beigesetzt.